# Hugo Ekitike
Hugo Ekitike (Reims, 20 de junho de 2002) é um futebolista francês que atua como centroavante. Atualmente joga no Liverpool, da Inglaterra.

## Infância
Hugo Ekitike nasceu a 20 de junho de 2002 em Reims, Marne, filho de pai francês e mãe camaronesa.

## Carreira

### Reims
A 12 de julho de 2020, Ekitike assinou o seu primeiro contrato profissional com o Reims. A 17 de outubro, fez a sua estreia pela equipa principal, numa derrota por 3–1 para o Lorient, na Ligue 1.
A 29 de janeiro de 2021, Ekitike foi emprestado ao Vejle Boldklub, da Superliga Dinamarquesa, até ao final da temporada 2020–21.
A 26 de setembro de 2021, num jogo do Reims frente ao Nantes, Ekitike entrou como suplente aos 70 minutos e bisou, garantindo uma vitória por 2–0.
No mercado de transferências de janeiro de 2022, Hugo rejeitou uma transferência para o Newcastle. Jean-Pierre Caillot, presidente do Reims, admitiu que o clube tinha recebido "muitos boas propostas" por Ekitike, mas realçou que "ainda existe um pedaço de história para escrevermos juntos".

### Paris Saint-Germain

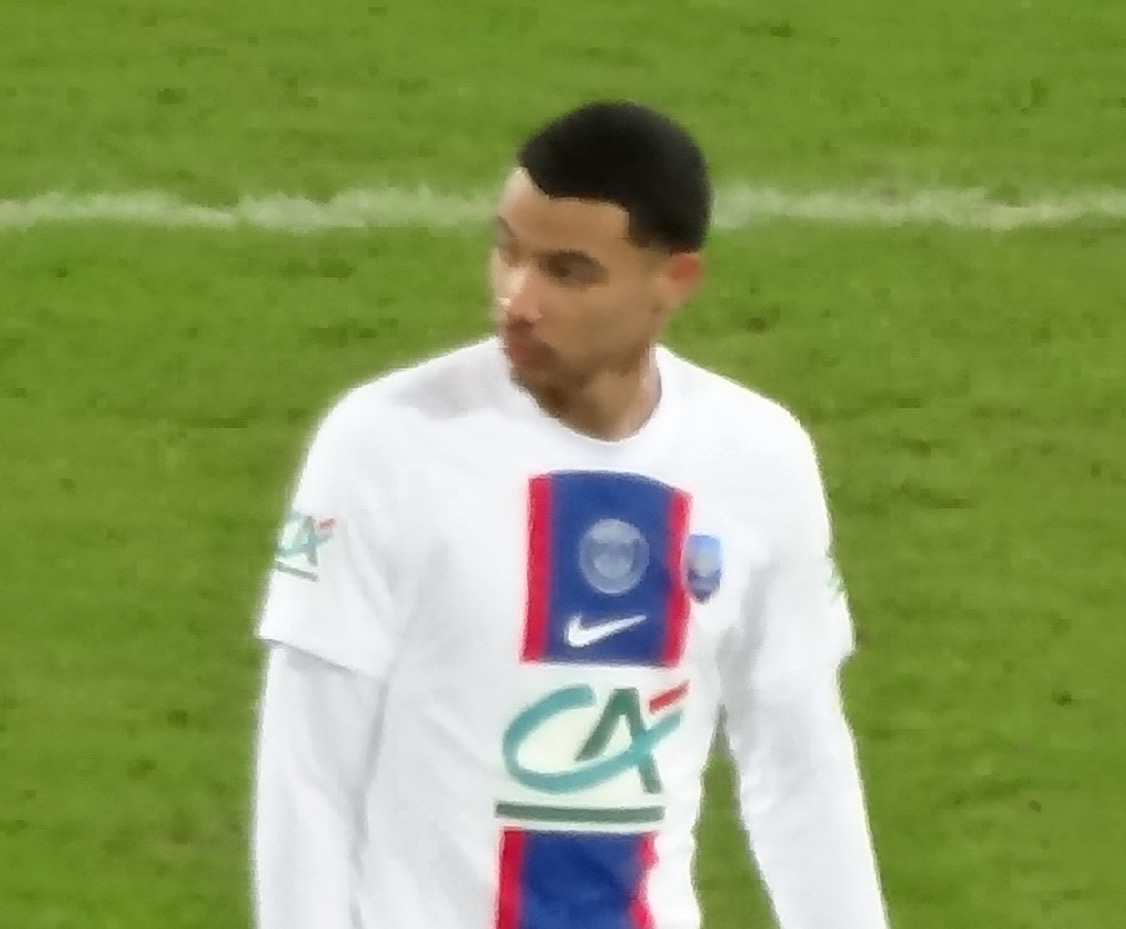
Hugo Ekitike pelo PSG em 2023.

A 16 de julho de 2022, o Paris Saint-Germain anunciou a contratação de Ekitike por empréstimo de uma temporada com opção de compra fixada nos 35 milhões de euros, incluindo bónus. Segundo algumas fontes, a cláusula de compra do jogador é obrigatória e não opcional.
A 6 de agosto de 2022, Ekitike fez a sua estreia pelo PSG, entrando como suplente numa vitória por 5–0 sobre o Clermont. A 1 de outubro, foi pela primeira vez titular pelos parisienses, numa vitória por 2–1 sobre o Nice, no Parc des Princes.
Dez dias depois, Hugo fez a sua estreia na Liga dos Campeões, entrando como suplente nos minutos finais de um empate em casa por 1–1 frente ao Benfica. A 13 de novembro, marcou o seu primeiro golo pelo PSG, numa vitória caseira por 5–0 sobre o Auxerre. Ao fim da época, tornou-se vencedor da Ligue 1 de 2022–23.
Com minutagem considerável para uma jovem promessa, Hugo permaneceu na equipe para época posterior tendo sido devidamente comprado. Contudo, fez apenas um jogo na Ligue 1 de 2023–24 e viu sua posição ser ocupada por diferentes atletas até que o francês deixou de ser relacionado aos jogos da Liga Francesa, seu último jogo ocorreu em agosto de 2023.

### Eintracht Frankfurt
Longe da relação da equipe na primeira metade da temporada, Hugo então assinou um contrato de empréstimo com o Eintracht Frankfurt. Ao estrear em solo alemão, encontrou dificuldade para garantir gols ao clube na Bundesliga de 2023–24, mas a partir do quarto mês de 2024, no que condizia com a 30ª rodada da Liga, o centroavante mostrou grande qualidade ao marcar gols diante o Augsburg, Bayern de Munique e Bayer Leverkusen em sequência. Após um jogo sem marcar, mas dando uma assistência, fechou sua sequência na última jornada ao balançar as redes do RB Leipzig.
Esse sucesso levou a equipe alemã a contratá-lo em definitivo para época 2024–25. Por lá, juntamente de Omar Marmoush, tivera sua época mais brilhante da carreira. Na segunda rodada da Bundesliga mostrou novamente sua qualidade na pequena área ao ajudar na vitória por 3–1 contra o TSG 1899 Hoffenheim fazendo um gol e uma assistência. Eventualmente, seguiu a boa fase que tivera um considerável aumento após a saída de Omar ao Manchester City no primeiro mês de 2025. Sem o egípcio, ele tornou-se o grande nome do Frankfurt e logo voltou a ter grandes momentos fazendo gols contra times de grande relevância, dentro e fora do país, e dando assistências para seus companheiros.
A equipe foi muito imponente nesta época e fez 60 pontos em 34 partidas. Ekitike auxiliou os companheiros com 15 gols e oito assistências – o que levou a equipe a alcançar a 3ª colocação. Nessa mesma edição de Campeonato Alemão, fez 115 chutes ao todo e tornou-se o atleta com mais finalizações dentre todos os atletas.
Seu sucesso, ainda que sem títulos coletivos, continuou nas demais competições. Na Liga Europa da UEFA de 2024–25, mostrou qualidade ao marcar quatro gols, sendo dois deles nas Oitavas e Quartas de Final diante o Ajax e o Tottenham Hotspur. Contra os ingleses, porém, sofreram uma eliminação pelo placar agregado de 2–1. Na Copa da Alemanha, marcou um doblete na estreia diante o Eintracht Braunschweig e seguiu com um novo tento solitário diante o Borussia Mönchengladbach. Contra o Leipzig, porém, sofreram uma eliminação por 3–0 nas Oitavas.
Ao concluir a época com 22 gols em 48 partidas, Ekitike virou uma das sensações do futebol europeu. Desse modo, seu nome passou a ser vinculado a diversas grandes equipes da Inglaterra, sendo o Liverpool o clube mais interessado em contratar o centroavante francês.

### Liverpool
Em 23 de julho de 2025, o Liverpool anunciou a contratação do atacante Hugo Ekitike. O clube inglês pagará cerca de 90 milhões de euros (cerca de R$ 584 milhões), de acordo com o jornalista Fabrizio Romano. O contrato do jogador francês com o Liverpool vai até junho de 2031.

## Carreira Internacional
Internacionalmente, Ekitike pode representar França (onde nasceu, tal como o seu pai) ou Camarões (país de origem da sua mãe). Hugo já representou os Sub-20 da França.

## Títulos
Paris Saint-Germain
- Ligue 1: 2022–23